# Rio Sono
Rio Sono este un oraș în Tocantins (TO), Brazilia.